# برزی (ناحیه ستراکونیتسه)
برزی (به چکی: Březí) یک منطقهٔ مسکونی در جمهوری چک است که در ناحیه ستراکونیتسه واقع شده‌است. برزی ۵٫۵۹ کیلومتر مربع مساحت و ۶۷ نفر جمعیت دارد و ۵۱۸ متر بالاتر از سطح دریا واقع شده‌است.